# Phytichthys chirus
Phytichthys chirus är en fiskart som först beskrevs av David Starr Jordan och Charles Henry Gilbert, 1880.  Phytichthys chirus ingår i släktet Phytichthys och familjen taggryggade fiskar. Inga underarter finns listade i Catalogue of Life.